# Formosaspis pallida
Formosaspis pallida är en insektsart som beskrevs av Abraham Munting 1968. Formosaspis pallida ingår i släktet Formosaspis och familjen pansarsköldlöss. Inga underarter finns listade i Catalogue of Life.